# Cymindis avenae
Cymindis avenae es una especie de coleóptero de la familia Carabidae.

## Distribución geográfica
Habita en Israel y Líbano.